# Richard Reisig
Franz Gustav Richard Reisig (* 15. Januar 1876 in Dresden; † nach 1941) war ein deutscher Lehrer und Dozent am Pädagogischen Institut der Universität Leipzig.

## Leben
Er war der Sohn des Töpfers Johann Gustav Richard Reisig und dessen Ehefrau Friederike Theresie Reisig geborene Scheuer und kam in der Mathildenstraße in Dresden zur Welt. Nach dem Besuch des Kgl. Lehrerseminars Dresden-Friedrichstadt war Reisig von 1896 bis 1899 Hilfslehrer an der Volksschule Leuben, dann 1899–1901 Lehrer an der 18. Bezirksschule zu Dresden. Von 1903 bis 1906 studierte er an der Universität Leipzig Pädagogik, Philosophie, deutsche Sprache und Geographie. Danach war er Lehrer und Dozent in Rochlitz und Leipzig, zuletzt am Pädagogischen Institut in Leipzig zur Ausbildung von Volksschullehrern. Im Fach Deutsch gab er als Bearbeiter sowohl für den Sprach- als auch den Literaturunterricht zentrale Lehrwerke heraus. Im November 1933 unterzeichnete er das Bekenntnis der deutschen Professoren zu Adolf Hitler.

## Schriften
- Der neue Lehrplan der sächsischen Lehrerbildungsanstalten. In: Geographischer Anzeiger, 1915, 16, Heft 8, S. 235–238.
- mit Albert Sieke: Otto Lyons Handbuch der deutschen Sprache für Lehrerbildungsanstalten. 2 Bände. Leipzig 1916/1919.
- als Bearbeiter: Hugo Weber, Deutsche Sprache und Dichtung. Klinkhardt, Leipzig 1926 (jährliche Auflagen bis 1941).
- als Bearbeiter: Johannes Kühnel: Moderner Anschauungsunterricht. 9. Auflage. Leipzig 1932.